# الروصيرص

خريطة السودان منطقة الروصيرص

الرُوصَيرِصْ  مدينة تقع في ولاية النيل الأزرق بالسودان على الضفة الشرقية لنهر النيل الأزرق بارتفاع 467 متر (1532 قدم ) فوق سطح البحر ، وتبعد عن العاصمة الخرطوم حوالي 530 كيلو متر (329 ميل) وتتوسط منطقة غنية في مواردها الزراعية والحياة البرية وزاد بناء السد الذي يحمل اسمها إلى أهميتها في دعم اقتصاد المنطقة واقتصاد السودان بشكل عام.

## أصل التسمية ومعناها
الروصيرص، وتكتب باللاتينية Er Roseires كان اسمها في السابق هو أبو رماد وكانت المنطقة التي تقابلها بالجهة الغربية تسمي الروصيرص ولاسباب مجهولة تم تبادل الأسماء على النحو المعروفة به حاليا. وهناك روايتان ترجحان سبب التسمية. ال، لى تشير إلى أن الروصيرص اسم مركب من كلمتين بلغة قبيلتي المابان والبرون اللتان تقطن المنطقة، وهما «رو» وتعني الأرض و«صيرص» وتعني مرتفع، وبذلك يعني الاسم الأرض المرتفعة. والرواية الأخرى تنسب الاسم إلى الصخور الكثيرة في المنطقة والمتراصة، فقيل لها الروصيرص أي الصخر المتراص. ويطلق عليها أهلها لقب عروس النيل الأزرق.

## التاريخ
يرجع تاريخ الروصيرص إلى عهد السلطنة الزرقاء عندما كانت تابعة لمشيخة خشم البحر، إحدى مشيخات السلطنة الزرقاء التي حكمت المنطقة من سنة 1504 م وحتى سقوط عاصمتها سنار على يد محمد علي باشا خديوي مصر التركي. وكان شيخها يدفع الجزية لملك سنار مقابل تمتعه بنوع من الاستقلال في مشيخته.
وورد اسم الروصيرص في مذكرات اللورد برودو لسنة 1829 عندما سافر إلى سنار، حيث ذكر بأن المدينة كانت في ذلك الوقت مقراً للشيخ سليمان، حاكم المناطق القريبة من أدنى النيل الأزرق، والذي دفع للمصريين 1500 أوقية ذهب من إيراداته للحفاظ على استقلالها.
وعرفت المدينة مقاومة ضد الحكم الثنائي البريطاني المصري أبداها عمدة قبيلة الهمج، أحمد أبوشوتال. وعندما شعر الإنجليز بخطورته عمدوا إلى إضعاف نفوذه من خلال الاعتراف بختلف مجموعات وعشائر الهمج الأخرى الصغيرة كقبائل مستقلة قائمة بذاتها ولا تخضع لمشيخة الهمج.
شهدت المدينة إبان الحكم الثنائي تطوراً عمرانياً حيث تم تشييد عدد من المباني الحكومية من بينها سراي الحاكم. كما تمت دراسة إقامة سد للري وتوليد الطاقة الكهربائية الهيدرولوجية. وفي عام 1955 م، تم تكليف شركة Sir Alexander Gibb and Partners البريطانية وشركة Coyne Et Bellier الفرنسية في البدء في تصميم سد خرساني لتخزين حوالي 7.4 مليار متر مكعب من المياه، إلا أن التنفيذ الفعلي للمشروع لم يبدأ إلا في عام 1962 م، أي بعد استقلال السودان.
 وقد ساعد قيام السد وبحيرة التخزين من رفع مكانتها الإقتصادية والاجتماعية.

## خزان الروصيرص
هو سد خرساني يقع على النيل الأزرق عند شلالات الرصيرص فوق أرض منبسطة وبها بعض المرتفعات وتكثر بها الجبال العالية كلما اتجه المرء جنوباً نحو الحدود الأثيوبية. ويسود المنطقة مناخ السافانا الذي يتميز بكثافة غطائه النباتي، ويتراوح متوسط تساقط الأمطار فيها ما بين 900 و1250 مليمتر سنوياً.
تم إعداد دراسة الجدوى الخاصة بالسد من قبل شركة سير الكسندر جيب أند بارتنرز في عام 1952 م، وأكدت المسوحات والدراسات الأولية على إمكانية تشييد سد لتخزين المياه بسعة 3 مليار متر مكعب كمرحلة أولى قابلة للزيادة إلى 7,4 مليار متر مكعب من المياه في حالة تعليته في مرحلة لاحقة.

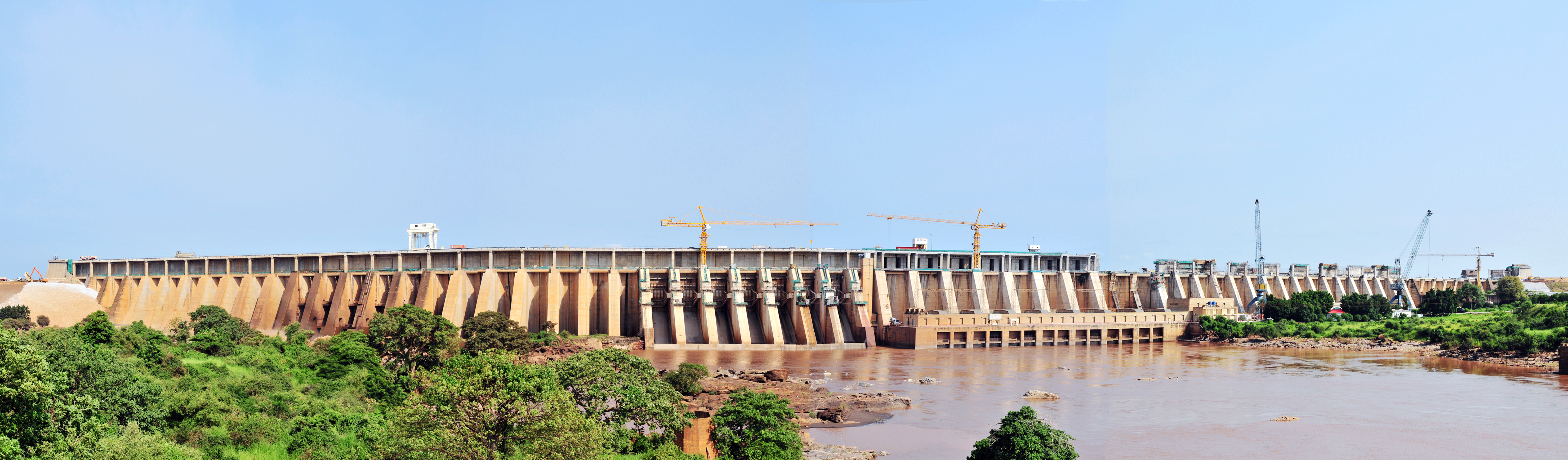
خزان الروصيرص

بدأ العمل في تشييد السد في عام 1961 م واكتمل في عام 1966 م بواسطة شركة امبرجيلو الإيطالية كمقاول للتنفيذ وتحت إشراف شركة سير الكسندر جيب أند بارتنرز بالتعاون مع شركة كوين إي بليه الفرنسية. وبلغ طول السد الخرساني 1000 متر، وأقصى ارتفاعه 68 متر، ويحتوي السد الخرساني على المنشئات الهايدروميكانيكية والإلكتروميكانيكية.
وفي أبريل / نيسان 2008 م، بدأت المرحلة الثانية للمشروع بتعلية السد ووقعت حكومة السودان اتفاقاً مع شركة سينوهايدرو الصينية لتنفيذ الأعمال المدنية للتعلية وذلك بهدف دفع عجلة التنمية الاقتصادية الاجتماعية في المنطقة وتوفير مخزون اضافي من المياه لإحداث المزيد من التوسع الافقي والرأسي للتنمية الزراعية، إضافة إلى دعم الشبكة الوطنية للكهرباء بمزيد من الطاقة الكهربائية المائية.

## الطوبوغرافيا

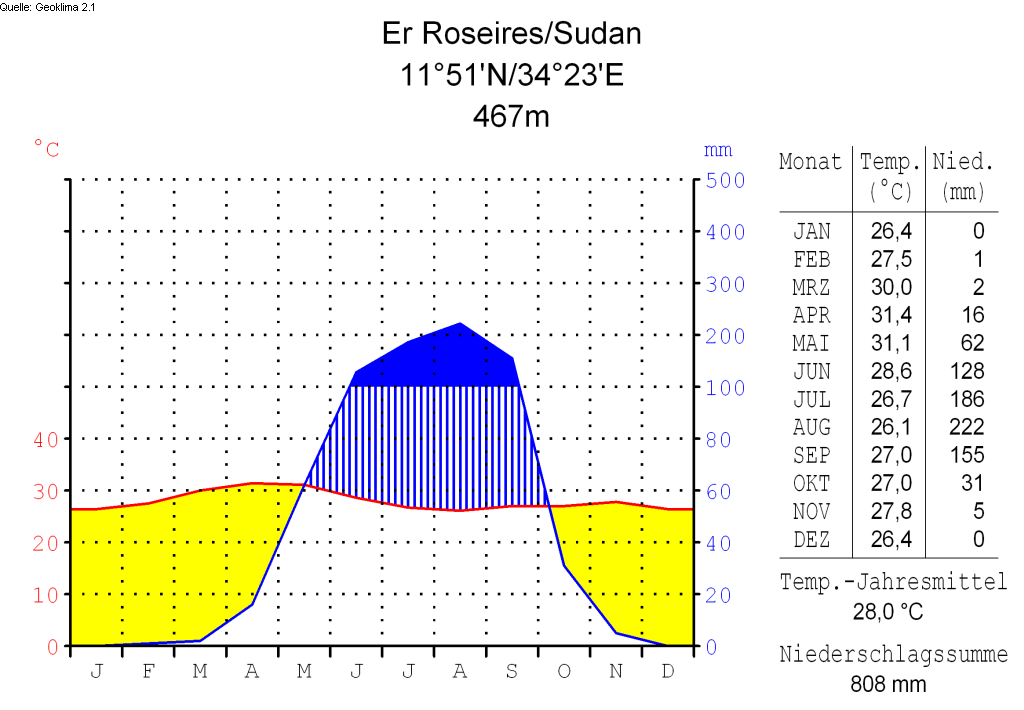
مناخ الروصيرص

تقع الروصيرص على ضفة نهر النيل الأزرق على أرض ذات طبيعة كنتورية منبسطة تنحدر نحو الشمال في منطقة تتخللها بعض المرتفعات والجبال التي يزداد عددها كلما اتجه المرء نحو الحدود الإثيوبية.

## المناخ
| البيانات المناخية لـالروصيرص | البيانات المناخية لـالروصيرص | البيانات المناخية لـالروصيرص | البيانات المناخية لـالروصيرص | البيانات المناخية لـالروصيرص | البيانات المناخية لـالروصيرص | البيانات المناخية لـالروصيرص | البيانات المناخية لـالروصيرص | البيانات المناخية لـالروصيرص | البيانات المناخية لـالروصيرص | البيانات المناخية لـالروصيرص | البيانات المناخية لـالروصيرص | البيانات المناخية لـالروصيرص | البيانات المناخية لـالروصيرص |
| الشهر                        | يناير                        | فبراير                       | مارس                         | أبريل                        | مايو                         | يونيو                        | يوليو                        | أغسطس                        | سبتمبر                       | أكتوبر                       | نوفمبر                       | ديسمبر                       | المعدل السنوي                |
| ---------------------------- | ---------------------------- | ---------------------------- | ---------------------------- | ---------------------------- | ---------------------------- | ---------------------------- | ---------------------------- | ---------------------------- | ---------------------------- | ---------------------------- | ---------------------------- | ---------------------------- | ---------------------------- |
| متوسط درجة الحرارة الكبرى °ف | 96                           | 99                           | 102                          | 104                          | 100                          | 95                           | 90                           | 90                           | 90                           | 73                           | 99                           | 97                           | 95                           |
| متوسط درجة الحرارة الصغرى °ف | 55                           | 59                           | 71                           | 66                           | 72                           | 70                           | 68                           | 68                           | 68                           | 73                           | 64                           | 61                           | 66                           |
| الهطول إنش                   | 0                            | 0                            | 0.00                         | 0.02                         | 0.1                          | 0.19                         | 0.26                         | 0.3                          | 0.3                          | 0.22                         | 0.05                         | 0                            | 1.44                         |
| متوسط درجة الحرارة الكبرى °م | 36                           | 37                           | 39                           | 40                           | 38                           | 35                           | 32                           | 32                           | 32                           | 23                           | 37                           | 36                           | 35                           |
| متوسط درجة الحرارة الصغرى °م | 13                           | 15                           | 17                           | 19                           | 22                           | 21                           | 20                           | 20                           | 20                           | 23                           | 18                           | 16                           | 19                           |
| الهطول مم                    | 0                            | 0                            | 0.1                          | 0.5                          | 2                            | 4.9                          | 6.6                          | 8                            | 8                            | 5.5                          | 1.3                          | 0                            | 36.9                         |
| المصدر: Weatherbase          |                              |                              |                              |                              |                              |                              |                              |                              |                              |                              |                              |                              |                              |

## موقع المدينة

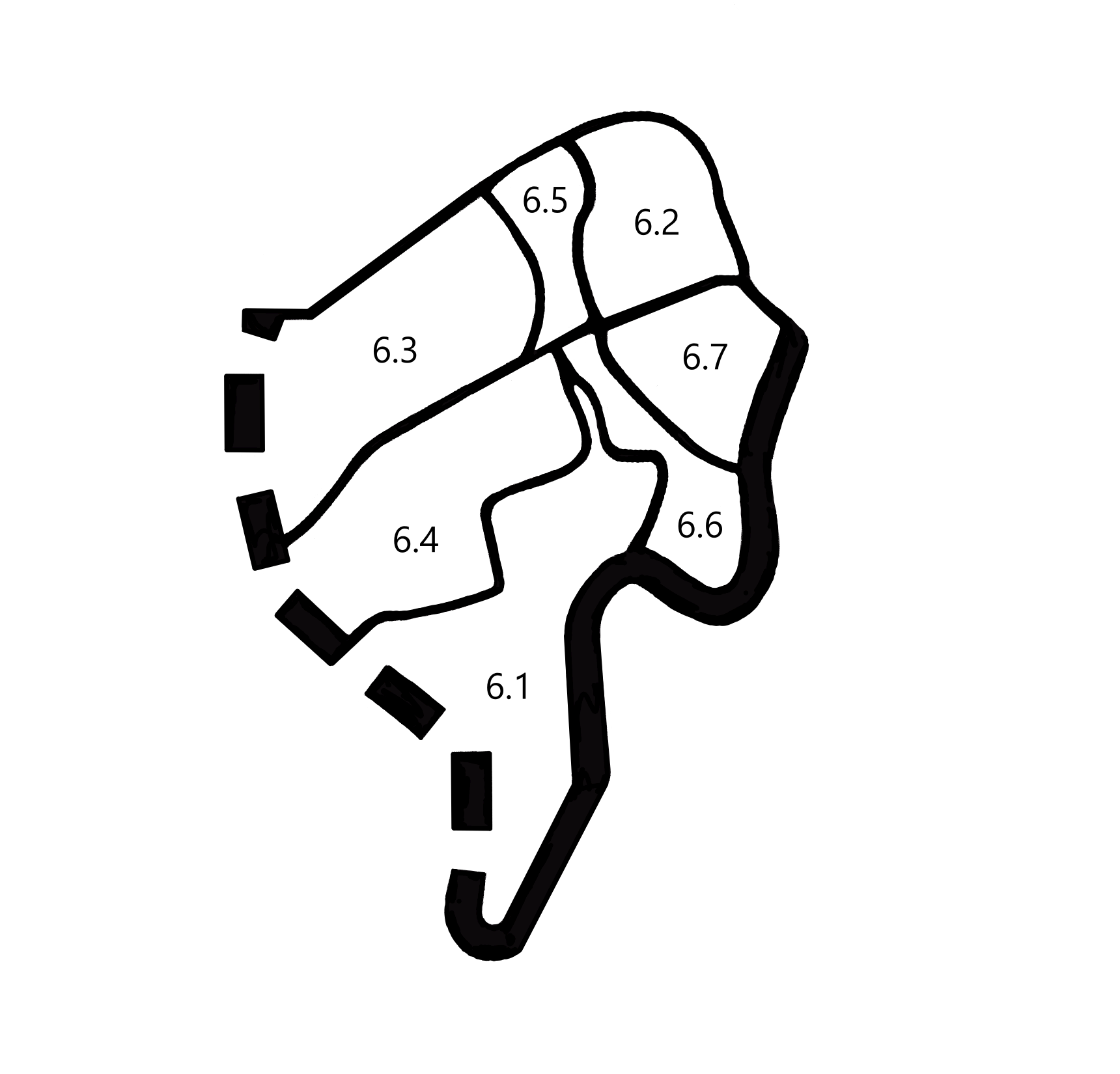
مديريات النيل الأزرق بالسودان مرقمة على التوالي؛6.1 الكرمك 6.2 الروصيرص 6.3 التضامن - بن 6.4 باو 6.5 الدمازين 6.6 قيسان

تحد مدينة الرصيرص جنوباً قرية كرمة، التي تقع على مرمى حجر منها، وقرية قنيص ومن الشرق كل من قرية القري ومن ناحية الشمال قرية حلة الحجر ومن جهة الغرب النيل الأزرق .

## أحياء المدينة
تنقسم الروصيرص الي خمسة احياء رئيسية تنقسم بدورها الي تجمعات سكنية أصغر.
الاحياءالرئيسيه هي:
1. الحي الشرقي
2. الحي الغربي
3. الحي الشمالي
4. الحي الجنوبي
5. حي قنيص شرق

## الاقتصاد
تتميز الروصيرص بميزتين استراتجيتين: وقوعها بالقرب من الحدود السودانية الإثيوبية (تقع على بعد 60 كيلومتر) والذي يجعل منها مدينة تجارة حدودية، وقربها من سد الروصيرص الذي يمد الشبكة الوطنية للكهرباء في السودان بجزء مقدر من الطاقة إلى جانب توفير مياه الري للزراعة في المنطقة الزراعية الممتدة من النيل الأزرق وحتى الجزيرة في وسط السودان، إضافة إلى كمية كبيرة من الأسماك النهرية. ويعتمد اقتصاد المدينة على الزراعة وصيد الأسماك والخدمات والأشغال المرتبطة بالسد.

## النقل
هناك خط للسكك الحديدية ( معطل الآن، 2012) يربط المدينة بمدينةسنار ومنها إلى العاصمة الخرطوم شمالاً وميناء بورتسودان شرقاً عبر مدن ود مدني وكسلا والقضارف.

## التعليم

### مدارس مرحلة الأساس
- مدرسة عماره دُنقُس للبنين
- مدرسة أبولكيلك الأساسية للبنين
- مدرسة السيدة عائشة للبنات
- مدرسة هانم رزق للبنات
- مدرسة عجيب المانجلك
- مدرسة الإنقاذ
- مدرسة مهيرة بنت عبود
- مدرسة كروم
- مدرسة الشهداء
- مدرسة الزعيم الأزهرى
- مدرسة عروسة
- مدرسة السلام بنين
- مدرسة السلام بنات
- مدرسة الفاروق
- مدرسة طه الشايب
- مدرسة تلنكش
- مدرسة حلة الحجر
- مدرسة اللعوتة

### المرحلة الثانوية
- مدرسة المجاهد للبنين
- مدرسة النيل الازرق النموذجية للبنين
- مدرسة الروصيرص النموذجية للبنات
- مدرسة الحميراء للبنات
- مدرسة الروصيرص وسط بنات
- مدرسة سوبا شمال

### التعليم الجامعي
كلية الهندسة، جامعة النيل الأزرق

## الرعاية الصحية
- مستشفى الروصيرص
- مركز صحي الشهيد د. بكري ياسين
- مركز صحي طيبة البليلاب
- مستشفى الأطفال بالحي الشرقي
- مركز صحي سوبا
- وحدة صحية بحي الوحدة
- وحدة صحية بحي دار السلام
- مركز صحي التعلية
- مركز صحي قنيص شرق
- مركز صحي المك الخيري

## معالم المدينة
خزان الرصيرص وبحيرة السد
- مبنى وزاره الصحة لولاية النيل الأزرق
- مركز شباب الروصيرص
- ضفاف النيل الأزرق المشهور بأشجار اللبخ الضخمة والمصطفة على جانبيها، والتي يرتادها سكان المدينة وزوارها للترويح والتنزه
- مشتل الروصيرص
- سرايا الحاكم
- بيت الشباب المطلة على شاطئ النيل الأزرق
- مبنى محلية الروصيرص
- مبنى المجلس التشريعى لمحلية الروصيرص
- منتزه هابي فاميلي العائلي

## المناطق السياحية
- بحيرة الجبل
- مرتفعات قنيص شرق
- جبل القرى
- قرية منقو
- حظيرة الدندر

## معرض الصور

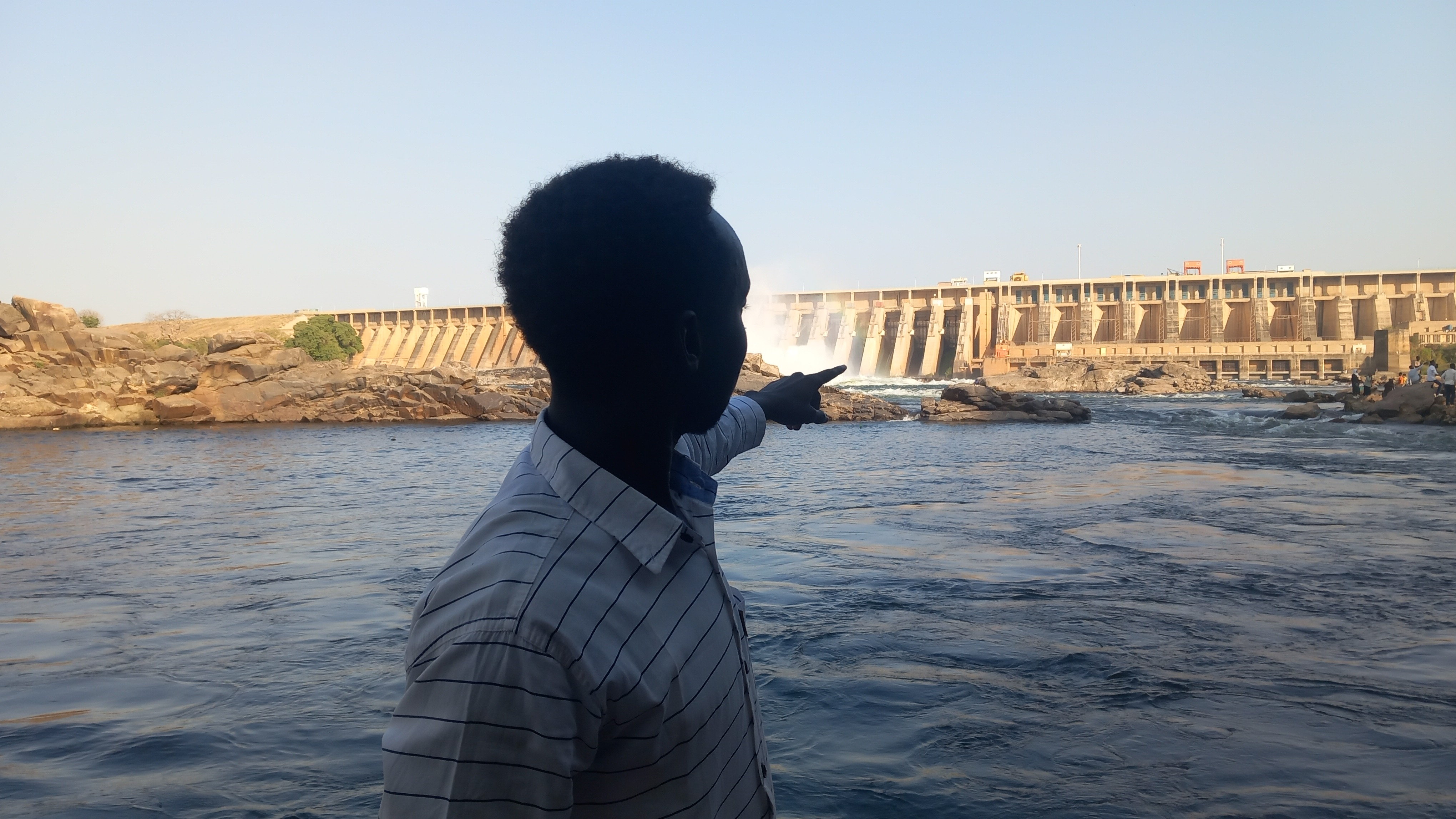
خزان الروصيرص
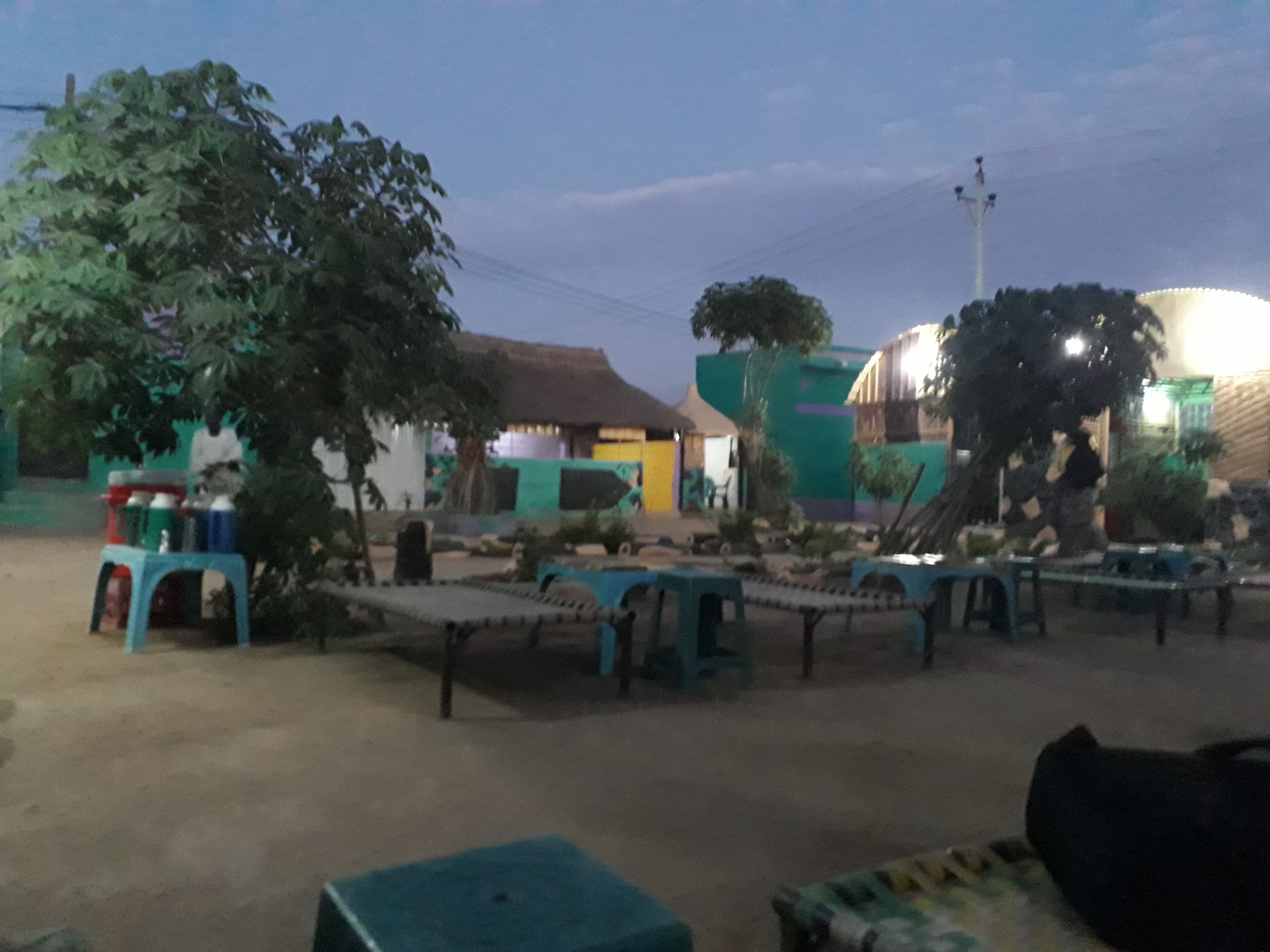
منتجع سد الروصيرص للأسمال
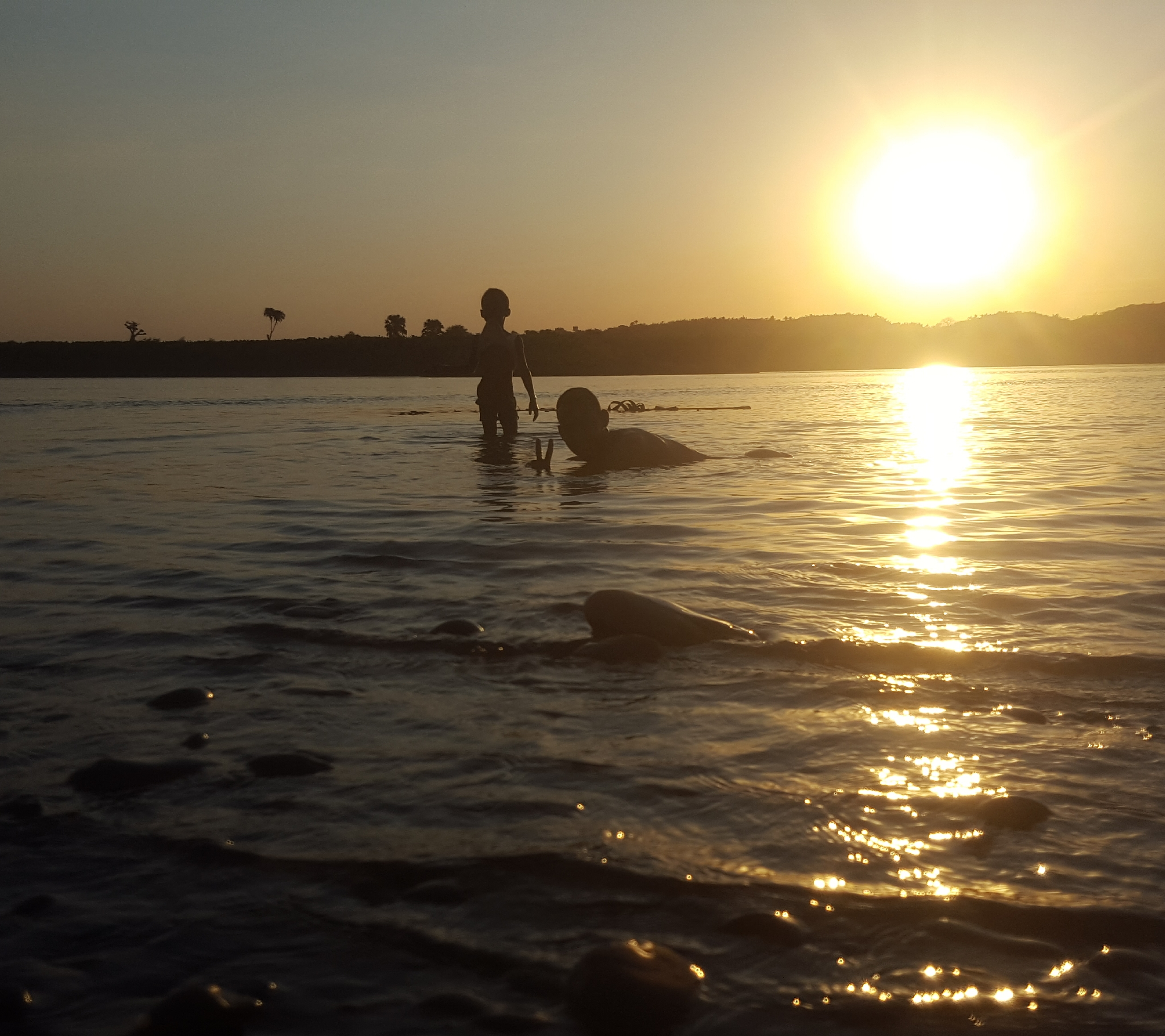
الغروب في النيل الازرق بمنطقه الروصيرص

## المرجع
1. ↑  GeoNames (بالإنجليزية), 2005, QID:Q830106
2. ↑  
نعوم شقير، جغرافية وتاريخ السودان، الطبعة الأولى، دار عزة،(2007).
3. ↑  
Lord Prudhoe, "Extracts from Private Memoranda Kept by Lord Prudhoe on a Journey from Cairo to Sennar,in 1829, Describing the Peninsula of Sennar", Journal of the Royal Geographical Society, 5 (1835), p. 52
4. ↑  "نسخة مؤرشفة". مؤرشف من الأصل في 2011-02-09. اطلع عليه بتاريخ 2013-06-01.
5. 1 2   https://web.archive.org/web/20120112034254/http://diu.gov.sd/roseires/about_rosirs.htm. مؤرشف من الأصل في 2012-01-12. {{استشهاد ويب}}: الوسيط |title= غير موجود أو فارغ (مساعدة)
6. ↑  "معلومات عن المناخ الروصيرص، السودان" (بالإنجليزية). Weatherbase. Archived from the original on 2016-08-06.